# Placer (Masbate)
Placer è una municipalità di quarta classe delle Filippine, situata nella Provincia di Masbate, nella Regione di Bicol.
Placer è formata da 35 baranggay:
- Aguada
- Ban-Ao
- Burabod
- Cabangcalan
- Calumpang
- Camayabsan
- Daanlungsod
- Dangpanan
- Daraga
- Guin-Awayan
- Guinhan-Ayan
- Katipunan
- Libas
- Locso-An
- Luna
- Mahayag
- Mahayahay
- Manlut-Od

- Matagantang
- Naboctot
- Nagarao
- Nainday
- Naocondiot
- Pasiagon
- Pili
- Poblacion
- Puro
- Quibrada
- San Marcos
- Santa Cruz
- Taboc
- Tan-Awan
- Taverna
- Tubod
- Villa Inocencio